# Begadkefat
Begadkefat (anche begadkephat) è un fenomeno di spirantizzazione che colpisce la maggior parte delle occlusive dell'ebraico e dell'aramaico quando siano precedute da vocale. Tale fenomeno si ha con b (beth), g (gimel), d (daleth), k (kaph), p (pe), t (taw), che, dopo vocale, diventano rispettivamente [β] (o [v]), [ɣ], [ð], [χ], [ɸ] (o [f]) e [θ]. Il nome stesso di questo fenomeno è formato da queste sei lettere, inframmezzate da vocali a caso per permetterne la pronuncia: BeGaDKePaT.
Nella scrittura, un punto (chiamato dagesh) segnala l'articolazione occlusiva (in principio di parola, dopo una consonante o quando la lettera è geminata).
Benché il nome di questo fenomeno sia nato nell'ambito della grammatica ebraica, esso viene ugualmente impiegato in relazione ad altri casi di spirantizzazione di occlusive dopo vocale, anche nell'ambito di altre lingue. Per esempio, riguardo al jerbi, la lingua berbera di Gerba.